# Filtr Czebyszewa

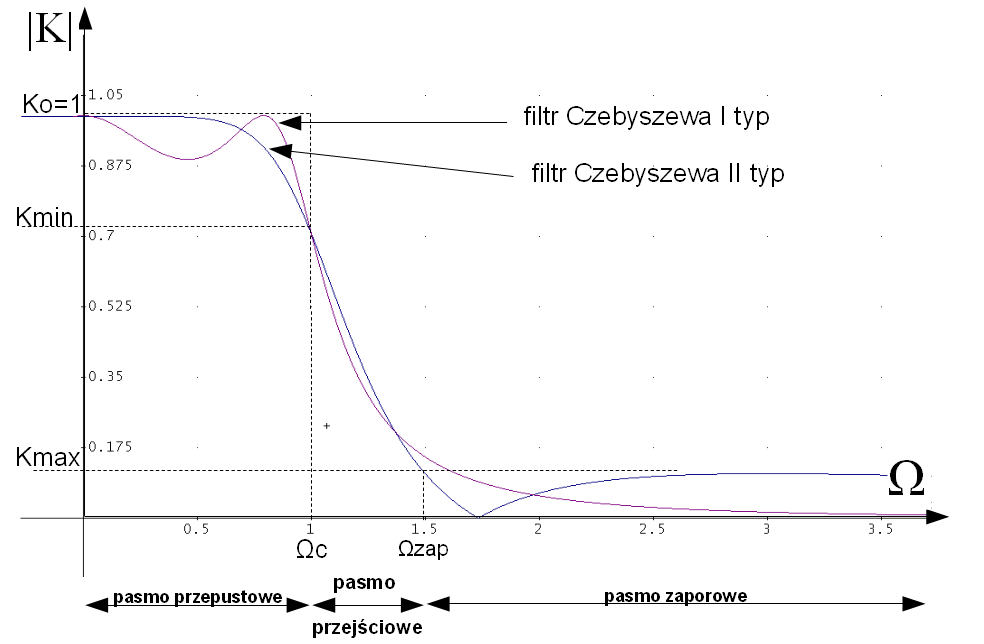
Przebieg przykładowych charakterystyk amplitudowych filtrów dolnoprzepustowych Czebyszewa I i II typu

Filtr Czebyszewa – rodzaj filtru elektrycznego, którego charakterystyczną cechą jest wykorzystanie wielomianów Czebyszewa do aproksymacji charakterystyki częstotliwościowej amplitudowej. Optymalizacja przebiegu charakterystyki częstotliwościowej amplitudowej w filtrach Czebyszewa ma kluczowe znaczenie, przebieg charakterystyki częstotliwościowej fazowej, silnie nieliniowy, ma znaczenie drugorzędne.

## Typy filtrów Czebyszewa
Wyróżnia się dwa typy filtrów Czebyszewa:
- filtr Czebyszewa I typu – ma zafalowania przebiegu wzmocnienia w paśmie przepustowym, oraz płaski przebieg charakterystyki w paśmie zaporowym,
- filtr Czebyszewa II typu (inwersyjny) – ma zafalowania przebiegu wzmocnienia w paśmie zaporowym, oraz płaski przebieg charakterystyki w paśmie przepustowym.

### Typ II (inwersyjny)
Filtr Czebyszewa inwersyjny (II typu) w stosunku do podstawowego filtru Czebyszewa (I typu) wykazuje zafalowania przebiegu wzmocnienia w paśmie zaporowym oraz płaski przebieg charakterystyki w paśmie przepustowym.

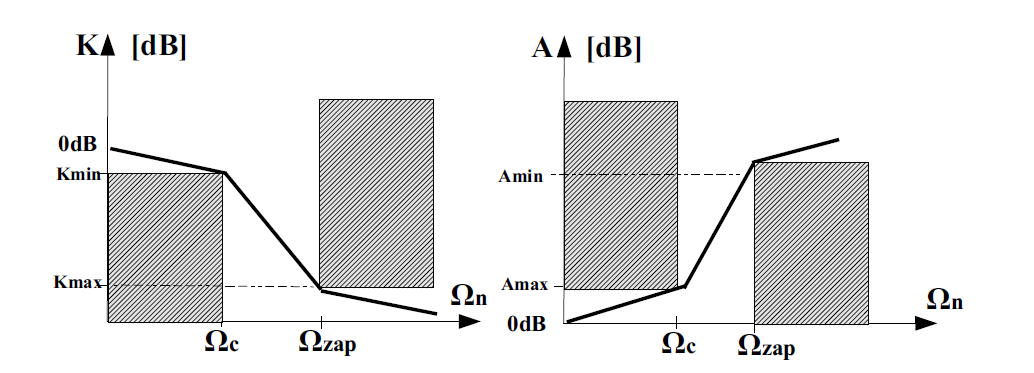
Oznaczenia charakterystyk amplitudowych częstotliwościowych filtrów prototypowych dolnoprzepustowych – FPD

Podstawowe właściwości filtru Czebyszewa II typu, dla czytelności opisu, omawiane są w oparciu o filtr prototypowy dolnoprzepustowy (FDP):
- operowanie częstotliwością znormalizowaną {\displaystyle \Omega ,}
- konwersja do filtrów górno- i pasmowoprzepustowych przez stosowne podstawienia operatora {\displaystyle s} dla otrzymanych transmitancji {\displaystyle K(s).}

#### Oznaczenia charakterystykamplitudowych częstotliwościowychFDP
Kwadrat modułu transmitancji {\displaystyle K(s)} filtru Czebyszewa II typu, w ujęciu widmowym {\displaystyle (s=j\omega ),} dany jest następującym wzorem:
{\displaystyle |K(\Omega )|^{2}=K(S)\cdot K(-S)={\frac {1}{1+\epsilon ^{2}\cdot {\frac {T_{N}^{2}\cdot \left({\frac {\Omega _{zap}}{\Omega _{c}}}\right)}{T_{N}^{2}\left({\frac {\Omega _{zap}}{\Omega }}\right)}}}},}
gdzie:
{\displaystyle A_{max}} – przyjmuje się wartość 3 dB,
{\displaystyle \epsilon } – współczynnik zafalowań w paśmie przepustowym, {\displaystyle \epsilon ={\sqrt {10^{0{,}1A_{max}}-1}},} stąd: {\displaystyle \epsilon =1,}
{\displaystyle \Omega _{zap}} – jak zaznaczono na pow. charakterystyce FDP,
{\displaystyle \Omega _{c}=1,}
{\displaystyle T_{N}} – wielomian Czebyszewa rzędu {\displaystyle N.}
Na podstawie powyższego wzoru oblicza się bieguny transmitancji {\displaystyle K(s){:}}
{\displaystyle s_{v}={\frac {\Omega _{zap}}{\sigma \cdot \sin \left({\frac {2v-1}{N}}\cdot {\frac {\Pi }{2}}\right)\pm j\cdot \omega _{HA}\cdot \cos \left({\frac {2v-1}{N}}\cdot {\frac {\Pi }{2}}\right)}},}
gdzie:
{\displaystyle v_{max}=1,2,\dots ,N,}
{\displaystyle A_{min}} – jak zaznaczono na pow. charakterystyce FDP,
{\displaystyle \omega _{HA}=\cosh \left({\frac {1}{N}}\cdot \sinh ^{-1}{\sqrt {10^{0,1\cdot A_{min}}-1}}\right),}
{\displaystyle \sigma _{HA}={\sqrt {\omega _{HA}^{2}-1}}}
oraz zera transmitancji {\displaystyle K(s){:}}
{\displaystyle \omega _{0\mu }=\pm {\frac {\Omega {zap}}{\cos({\frac {2\mu -1}{N}}\cdot {\frac {\Pi }{2}})}},}
gdzie:
{\displaystyle \mu _{max}={\begin{Bmatrix}{\frac {N-1}{2}}\quad {\text{dla N-nieparzystych}}\\{\frac {N}{2}}\quad {\text{dla N-parzystych}}\end{Bmatrix}}.}
Po obliczeniu biegunów i zer następuje podstawienie (biegunów tylko tych, których części {\displaystyle Re<0} !) do wzoru na transmitancję {\displaystyle K(s){:}}
{\displaystyle K(s)={\frac {\prod _{\mu =1}^{\mu =max}\cdot (s^{2}+\omega _{o\mu }^{2})}{\prod _{v=1}^{v=max}\cdot (s-s_{v})}},}
gdzie:
{\displaystyle \mu _{max}={\begin{Bmatrix}{\frac {N-1}{2}}\quad {\text{dla N-nieparzystych}}\\{\frac {N}{2}}\quad {\text{dla N-parzystych}}\end{Bmatrix}},}
{\displaystyle v_{max}=1,2,\dots ,N.}

#### Przykład
Przykładowa transmitancja {\displaystyle K(s)} dla filtru FDP rzędu 3 {\displaystyle (N=3)} o parametrach {\displaystyle \Omega _{zap}=1{,}15,} {\displaystyle A_{min}=9\ {\text{dB}}{:}}

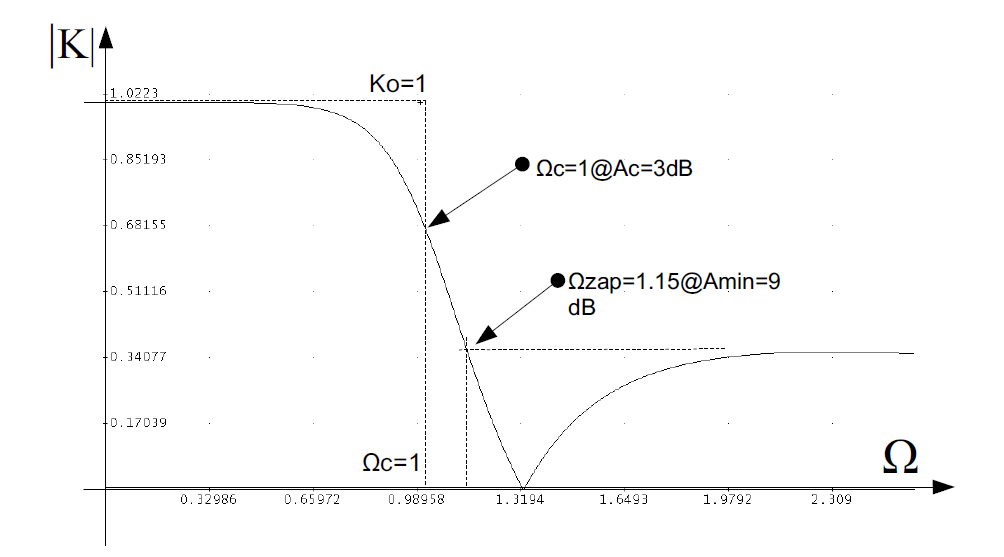
Przykładowa charakterystyka amplitudowa filtru dolnoprzepustowego Czebyszewa II typu – rząd N = 3

{\displaystyle K(s)={\frac {s^{2}+1{,}3279^{2}}{(s^{2}+0{,}6199\cdot s+1{,}1974)\cdot (s+1{,}9315)}}.}

#### Właściwości filtru Czebyszewa inwersyjnego (II typu)

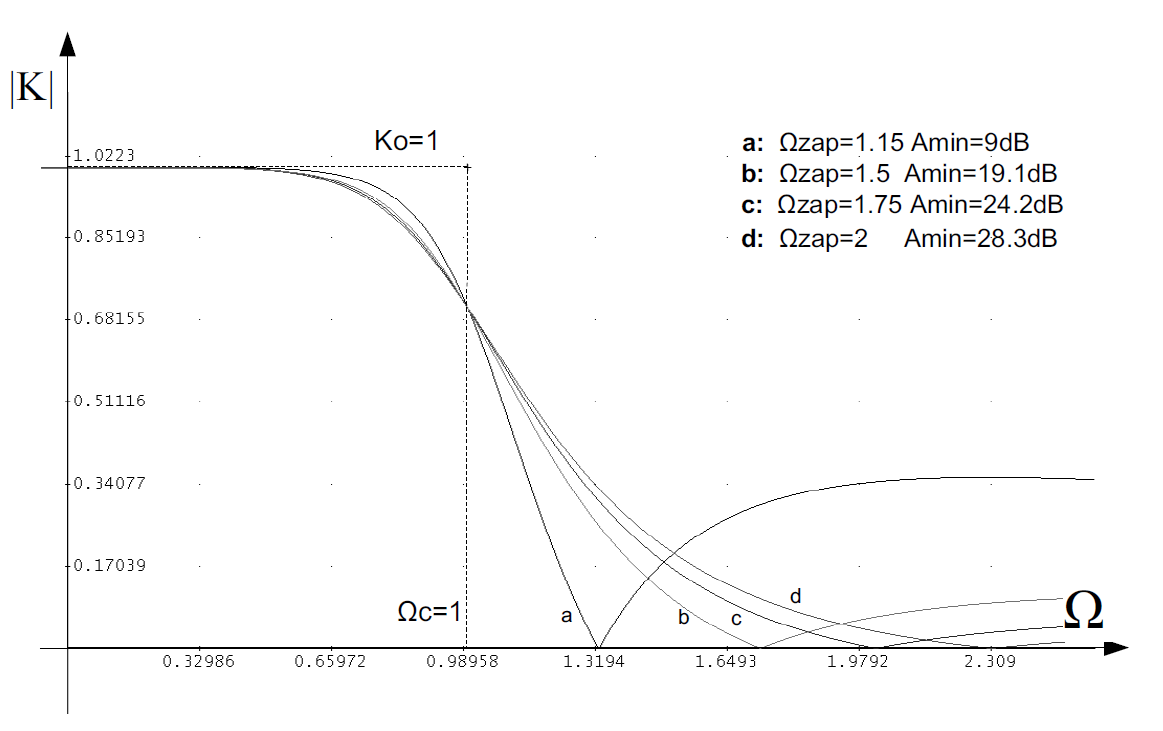
Rodzina charakterystyk amplitudowych filtru dolnoprzepustowego Czebyszewa II typu – rząd N = 3

Przy założeniu parametrów pasma przepustowego: {\displaystyle A_{max}} = 3 dB @ {\displaystyle \Omega _{c}} = 1, główne właściwości filtru Czebyszewa II typu są następujące:
- przy stałym rzędzie {\displaystyle N} filtru, istotna jest zależność pomiędzy {\displaystyle A_{min}} a {\displaystyle \Omega _{zap},}
- gdy wartości {\displaystyle \Omega _{zap}} bliskie {\displaystyle \Omega _{c}} = 1 – powodują zmniejszanie wartości {\displaystyle A_{min}} (zjawisko niekorzystne),
- gdy {\displaystyle \Omega _{zap}\ll 1,} wtedy zwiększa się wartość {\displaystyle A_{min}} (zmniejszenie zafalowań w paśmie zaporowym), ale również poszerza się pasmo przejściowe.